# Xenotilapia melanogenys
Xenotilapia melanogenys (Syn.: Enantiopus melanogenys) ist eine afrikanische Buntbarschart, die endemisch im ostafrikanischen Tanganjikasee vorkommt.

## Merkmale
Xenotilapia melanogenys ist langgestreckt, seitlich abgeflacht und kann eine Maximallänge von 15 cm erreichen. Die Standardlänge der Fische erreicht das 5- bis 5,9-Fache der maximalen Körperhöhe. Der relativ große Kopf ist zugespitzt mit einem geraden oder leicht konvexen Kopfprofil. Das Maul ist endständig und weit vorstülpbar. Die Fische sind silbrig-grau gefärbt. Je nach Stimmung können sich neun bis zehn dunkle Flecken in der oberen Körperhälfte zeigen. Die Rückenflosse ist gelblich mit schrägen, hellblauen Streifen. Auch die Afterflosse und die Bauchflossen sind gelb-blau gezeichnet. Die Bauchflossen sind vorne kurz und hinten lang. Sie dienen zum Abstützen auf dem Boden. Die Schwanzflosse ist gegabelt. Während der Fortpflanzungszeit wird die weißliche oder gelbe Kopfunterseite der Männchen schwarz (melanogenys = gr.: „melas“ = schwarz + „genys“ = Unterkiefer).
- Flossenformel: Dorsale XIII–XV/16–19, Anale III/15–18.
- Schuppenformel 71–87 (mLR)
- 13–18 Kiemenrechen

## Lebensweise
Xenotilapia melanogenys lebt in großen Schwärmen über sandigen Böden bis in Tiefen von 40 Metern und ernährt sich vor allem von Ruderfußkrebsen, Muschelkrebsen und Garnelenlarven. Die Fische sind Maulbrüter, die im Schwarm zusammen ablaichen. Dazu wandern die Fische in flachere Regionen, die Männchen bauen dicht zusammenstehende Laichgruben mit einem Durchmesser von 20 bis 40 cm. Die Paarungszeit eines Schwarms nimmt mehrere Tage in Anspruch. Die Maulbrutpflege ist allein Angelegenheit der Weibchen.

## Systematik
Die Buntbarschart wurde erstmals im Jahr 1898 durch den belgisch-britischen Ichthyologen George Albert Boulenger unter dem wissenschaftliche Namen Enantiopus melanogenys beschrieben und blieb die einzige Art der Gattung. Zwei Untersuchungen über die innere Systematik der Gattung Xenotilapia zeigten, dass diese paraphyletisch ist, wenn Enantiopus nicht mit Xenotilapia synonymisiert wird. Die Art wird deshalb heute meist als Xenotilapia melanogenys geführt. Gemeinsames Merkmal der erweiterten Gattung Xenotilapia sind vier Augenringknochen (Infraorbitalia) von denen der vorderste nicht den verlängerten zweiten Augenringknochen überlappt und vier oder fünf sensorische Poren hat.

## Quelle
- Pierre Brichard: Das Große Buch der Tanganjika Cichliden. Mit allen anderen Fischen des Tanganjikasees. Bede Verlag GmbH. 1995, ISBN 978-3-927997-94-3, Seite 431–435.